# Guerres ferrandines
Les anomenades Guerres ferrandines (en portuguès Guerras fernandinas) foren un seguit de disputes pel tron de Castella entre Ferran I de Portugal i el rei Enric II de Castella (i després amb el fill d'aquest, Joan I de Castella) després de l'assassinat de Pere I el Cruel a mans del seu mig germà Enric II.
Es poden dividir en tres fases: entre 1369-1370, 1372-1373 i 1381-1382 Cadascun d'aquests tres períodes de guerra va acabar amb un tractat de pau: el Tractat d'Alcoutim (1371), el Tractat de Santarém (1373) i el Tractat d'Elvas (agost de 1382).

## Primera guerra (1369-1370)
L'inici del regnat de Ferran I va estar marcat pel conflicte. Quan el 1369 mor el rei de Castella Pere I el Cruel sense deixar hereus directes, Ferran, com A besnet de Sanç IV per part materna s'autoproclama hereu del tron de Castella. Els seus contendents, Pere el Cerimoniós, Carles II de Navarra i Joan de Gant, duc de Lancaster, però, també pretenien el dret, aquest últim pel fet d'estar casat des de 1370 amb la filla gran del difunt rei Pere I, Constança. Però va ser, Enric de Trastàmara, un germà bastard de Pere I, el que, mentrestant, va assumir la corona i va ser declarat rei. La qüestió successòria va dur als contendents a dues campanyes militars amb resultats poc clars i finalment seria el Papa Gregori XI qui intervindria per posar d'acord totes les parts.
Les condicions del Tractat d'Alcoutim de 1371 pel qual es va restablir la qüestió successòria de Pere I el Cruel incloïen el matrimoni entre Ferran i Elionor de Castella, filla d'Enric. Però abans que la unió se celebrés, Ferran es va enamorar apassionadament d'Elionor Telles de Menezes, l'esposa d'un dels seus propis cortesans, i en aconseguint l'anul·lació del primer matrimoni d'Elionor, no va dubtar a fer-la seva reina. Tot i que internament va provocar una insurrecció, l'ofensa no va tenir gran efecte sobre les relacions amb Enric, que ràpidament va prometre la seva filla al rei Carles III de Navarra.

## Segona guerra (1372-1373)
Però la pau acordada aviat va tornar a ser posada en perill a causa de les intrigues del duc de Lancaster, que va convèncer Ferran perquè participés en un acord secret pel qual ambdós pretenien expulsar Enric del tron.
Nobles castellans "petristes" que després de la primera guerra ferrandina s'havien refugiat a Portugal, com ara Fernán Alfons de Zamora i Men Rodríguez de Sanabria, envaeixen Galícia des del nord de Portugal per tal d'atacar el monarca castellà pel nord-oest del seu regne. De nou, les places frontereres van tornar a posar-se del costat dels legitimistes i Men Rodríguez de Sanabria, juntament amb Juan Alfonso de Zamora, van aconseguir el control temporal de la terra de Valdeorras i Verín, així com de la vall del riu Támega, en el límit entre Portugal, Castella i Galícia, amb la qual cosa barraven els accessos que hi havia des de Castella cap al sud de Galícia. Tanmateix, la superioritat d'Enric era incontestable i els petristes tornaren a ser vençuts: Enric envaí de nou Portugal el desembre de 1372 i, a les portes de Lisboa, imposà la signatura del Tractat de Santarém a la primavera de l'any següent (1373).
L'esmentat Tractat de Santarem suposà el final del petrisme i de la resistència legitimista a Portugal. El rei castellà, Enric, imposa al sobirà portuguès, a més de l'expulsió dels petristes de Portugal, un sistema d'aliances matrimonials entre les dues famílies. Això suposa una autèntica diàspora dels exiliats castellans, el que suposaria el seu final com a grup de pressió amb aspiracions a apartar el bastard Enric del tron de Castella.
El paper de la reina Elionor va esdevenir cada cop més influent i la seva intervenció en les relacions polítiques exteriors la van fer cada vegada més impopular. Aparentment, Ferran es mostrava incapaç de mantenir un govern fort i l'ambient polític intern es ressentia amb constants intrigues cortesanes.

## Tercera guerra (1381-1382)
En morir Enric el 1379, el duc de Lancaster va reclamar una vegada més els seus drets, i de nou va trobar un aliat en Ferran. Després de la batalla de l'Illa Saltés i el desembarcament de les tropes angleses a Lisboa, finalment aquest va acordar una pau per a Portugal que va ser signada a Elvas el 1382. En les condicions de la pau es va estipular que Beatriu, l'hereva de Ferran I de Portugal, es casés amb el rei Joan I de Castella. Aquesta unió significava de facto l'annexió de Portugal per part de la Corona de Castella i no va ser ben rebuda per la noblesa portuguesa.
El 22 d'octubre del 1383, Ferran I mor sense un hereu home. Es preveia, doncs, el final de la línia de Borgonya, casa que havia governat els destins de Portugal des de Dom Afonso Henriques, el primer rei de Portugal. Per tant, Elionor Telles de Menezes va ser nomenada regent en nom de Beatriu, tot i que la transició no va ser pacífica. En resposta a les crides de la majoria dels portuguesos a mantenir un regne independent de Castella, el Gran Maestre de l'Orde d'Avís, Dom Joan, el mig germà de Ferran, seria cridat a reclamar el tron, trencant les estipulacions del tractat de 1382, la qual cosa portà Portugal a un nou període de la guerra i al caos polític i social que es coneixeria com la crisi de 1383-1385, que finalment culminaria amb la coronació del rei Joan i el començament de la dinastia d'Avís.